# Franklin Farrell
Franklin « Frank » Farrell III, né le 23 mars 1908 et mort le 2 juillet 2003, est un joueur professionnel américain de hockey sur glace. Il évolue au poste de gardien de but. En 1932, il fut le deuxième gardien après Clint Benedict, à porter le masque protecteur au cours d'un match.
Farrell a évolué au sein de l'équipe américaine des Jeux olympiques de 1932 à Lake Placid où il a aidé son équipe à mettre la main sur la médaille d'argent après avoir subi un revers contre le Canada par la marque de 2-1.